# Accelerated Evolution
Albums par Devin Townsend
Strapping Young Lad
(2003) Devlab
(2004)
Albums par The Devin Townsend Band
Synchestra
(2006)
Accelerated Evolution est un album du Devin Townsend Band, sorti en 2003. Il est le sixième du musicien canadien Devin Townsend, et le premier en tant que Devin Townsend Band.

## Liste des pistes
| 1.    | Depth Charge     | 6:04 |
| 2.    | Storm            | 4:39 |
| 3.    | Random Analysis  | 5:59 |
| 4.    | Deadhead         | 8:05 |
| 5.    | Suicide          | 6:45 |
| 6.    | Traveller        | 4:13 |
| 7.    | Away             | 7:49 |
| 8.    | Sunday Afternoon | 6:20 |
| 9.    | Slow Me Down     | 4:35 |
| 54:30 |                  |      |